# Kataja
Kataja ou Inakari é uma ilha desabitada cujo território é dividido entre a Suécia e a Finlândia. Fica a sul de Haparanda, no golfo de Bótnia, na parte norte do mar Báltico. A sua área é de aproximadamente 0,71 km², medindo aproximadamente 2 km de comprimento por 200-500 metros de largura.
A divisão da ilha deve-se a um fenómeno geológico conhecido como ajuste isostático. Quando a fronteira entre Suécia e o Império Russo (que administrava a Finlândia nessa época) foi traçada em 1809, a sua parte marítima passava entre duas ilhas situadas muito perto uma da outra; eram a ilha sueca de Kataja e a finlandesa de Inakari. O fenómeno de ajuste isostático, ao longo das décadas seguintes ao traçado da fronteira, fez emergir uma língua de terra entre ambas, que finalmente acabou por as unir.
O lado finlandês, bastante mais pequeno, é administrado pelo município de Tornio. O lado sueco é administrado pelo município de Haparanda e constitui o território mais oriental da Suécia.